# Cantone di Épinay-sous-Sénart
Il Cantone di Épinay-sous-Sénart è una divisione amministrativa dell'arrondissement di Évry.
A seguito della riforma approvata con decreto del 24 febbraio 2014, che ha avuto attuazione dopo le elezioni dipartimentali del 2015, è passato da 4 a 8 comuni più una parte di comune.

## Composizione
I 4 comuni facenti parte prima della riforma del 2014 erano:
- Boussy-Saint-Antoine
- Épinay-sous-Sénart
- Quincy-sous-Sénart
- Varennes-Jarcy

Dal 2015, oltre a una parte del comune di Brunoy, comprende i seguenti 8 comuni:
- Boussy-Saint-Antoine
- Épinay-sous-Sénart
- Morsang-sur-Seine
- Quincy-sous-Sénart
- Saint-Pierre-du-Perray
- Saintry-sur-Seine
- Tigery
- Varennes-Jarcy